# Guattari 1
Guattari 1, o Uomo del Circeo o Circeo 1, è il fossile di un cranio di un ominide della specie Homo neanderthalensis scoperto nella Grotta Guattari sul Monte Circeo in Italia nel 1939 da Alessandro Guattari.

## Descrizione
Il cranio in buono stato di conservazione, dalla capacità di circa 1500 cc, è attribuito ad un individuo maschio adulto di Neanderthal.